# Gabino Vázquez San Sebastián
Gabino Vázquez San Sebastián är en ort i Mexiko.   Den ligger i kommunen Las Margaritas och delstaten Chiapas, i den sydöstra delen av landet, 800 km öster om huvudstaden Mexico City. Gabino Vázquez San Sebastián ligger 1 512 meter över havet och antalet invånare är 760.
Terrängen runt Gabino Vázquez San Sebastián är kuperad åt nordväst, men åt sydost är den platt. Runt Gabino Vázquez San Sebastián är det ganska glesbefolkat, med 30 invånare per kvadratkilometer. Närmaste större samhälle är Las Margaritas, 6,3 km sydväst om Gabino Vázquez San Sebastián. I omgivningarna runt Gabino Vázquez San Sebastián växer huvudsakligen savannskog.